# کایکو (بازیکن فوتبال)
کایکو (پرتغالی: Caíco؛ زادهٔ ۱۵ مهٔ ۱۹۷۴) بازیکن فوتبال اهل برزیل بود.
از باشگاه‌هایی که در آن بازی کرده‌است می‌توان به باشگاه فوتبال سانتوس، باشگاه فوتبال کوریتیبا، باشگاه فوتبال فلامینگو، باشگاه فوتبال لوگانو، باشگاه فوتبال اتلتیکو مینیرو، باشگاه ورزشی ماریتیمو، باشگاه فوتبال توکیو وردی، باشگاه فوتبال پونته پرتا، باشگاه ورزشی ژوونتود، باشگاه فوتبال اتلتیکو پارانائنزه، باشگاه فوتبال لیریا، باشگاه ورزشی اینترناسیونال، و باشگاه ورزشی گوییاس اشاره کرد.
وی همچنین در تیم ملی فوتبال زیر ۲۰ سال برزیل بازی کرده‌است.